# 立花芽恵夢
立花 芽恵夢（たちばな めえむ、1994年4月25日 - ）は、日本の女性声優。神奈川県出身。

## 来歴
日本ナレーション演技研究所出身。ヴィムスに所属していたが、2021年（令和3年）6月30日付で退所した。
中学時代はテニス部、高校時代はバトントワリング部に所属していた。

## 人物
元々は自分の声が嫌いだったが、声優という存在を意識してからは自分の声を活かしていきたいと思ったと語っている。
趣味は、人間観察、散歩、童謡を歌う、ピアノ、料理、ダンス、体操である。また、映画鑑賞、ジムに行くこと、物件を見ることも好きである。
自身の性格について、長所はおおらかな所、短所は人見知りな所、周囲からはマイペースだと言われると語っている。
ピアアシスタント資格を持っている。

## 出演
太字はメインキャラクター。

### テレビアニメ
2015年
- ランス・アンド・マスクス（女子高生）

2016年
- ナースウィッチ小麦ちゃんR（光希）
- 坂本ですが?（女子生徒）
- 少年メイド（松木ともえ）
- 斉木楠雄のΨ難（女性）
- ツキウタ。 THE ANIMATION（女の子）

2017年
- プリプリちぃちゃん!!（子供、お取り寄せロボ、赤ちゃんモグラ、店員）
- こみっくがーるず（女子）

2018年
- はたらく細胞（2018年 - 2021年、血小板2、血小板〈そとはねちゃん〉） - 2シリーズ

2019年
- Re:ステージ! ドリームデイズ♪（柊かえ）

2021年
- チート薬師のスローライフ〜異世界に作ろうドラッグストア〜（若女）

2022年
- 終末のハーレム（杉山兎水）

### 劇場アニメ
- 映画 ヒーリングっど♥プリキュア ゆめのまちでキュン!っとGoGo!大変身!!（2021年、街の人々）

### ゲーム
2016年
- 家電少女（もも）
- クイズRPG 魔法使いと黒猫のウィズ（リアラ・ローム）
- 幻獣契約クリプトラクト（パトリシア）
- 幻獣姫（シャロン）
- 戦国姫譚MURAMASA-雅-（犬山城、小松姫、佐久間信盛、古田織部）
- 誰ガ為のアルケミスト（エニス）
- 刻のイシュタリア（エアル、モレア、ウルタール）
- .hack//New World（チェリカ）
- パズルオブエンパイア（フリードリヒ）

2017年
- 拡張少女系トライナリー（銀葉樹）
- 天華百剣 -斬-（蛍丸国俊）
- Re:ステージ!プリズムステップ（柊かえ）

2018年
- ブラウンダスト (オクタビア)

2024年
- カルドアンシェル（宗像蓮華）

### ラジオ
※はインターネット配信。
- Re:ステージ! 〜ラジオのれんしゅう〜（2015年 - 2016年、音泉※）※回替わりパーソナリティ[13]
- Re:ステージ! キラリン☆らじお（2016年 - 2017年、ニコニコ生放送※・音泉※）※回替わりパーソナリティ
- のぞみとかなの××しようよ☆（2017年、HOBiRECORDS※・ニコニコ動画メディアファクトリーチャンネル※、YOUTUBEメディアファクトリーチャンネル※）※第36回よりアシスタントを担当[14]
- Re:STAGE! ch.〜リメンバーズRADIO〜（2017年 - 、音泉※）※回替わりパーソナリティ
- のぞみとかなとめえむのXXしようよ☆おかわり!!（2018年 -※）

### ラジオCD
- ラジオCD Re:ステージ！〜 ラジオのれんしゅう 〜 Vol.1[15]

### インターネットテレビ
※はインターネット配信。
- Re:ステージ! 〜ニコ生のれんしゅう〜（2015年 - 2016年、ニコニコ生放送※）※回替わりパーソナリティ[13]
- Re:ステージ! キラリン☆ニコ生（2016年 - 2017年、ニコニコ生放送※）※回替わりパーソナリティ
- Re:STAGE! ch〜リメンバーズTV〜（2017年 - 、YouTubeLIVE※）※回替わりパーソナリティ

### デジタルコミック
- ポンポコロボ　アト＆スゥ（2021年、アト[16]）

### その他コンテンツ
- 首都圏ネットワーク（2020年3月30日 - 、NHK総合）あなたと、ちかさと「か」の声

## ディスコグラフィ

### キャラクターソング
| 発売日   | タイトル                                                  | 歌                                                                                               | 楽曲                                                                             | 備考                                                            |
| 2016年   | 2016年                                                    | 2016年                                                                                           | 2016年                                                                           | 2016年                                                          |
| -------- | --------------------------------------------------------- | ------------------------------------------------------------------------------------------------ | -------------------------------------------------------------------------------- | --------------------------------------------------------------- |
| 3月16日  | Startin' My Re:STAGE!!                                    | KiRaRe                                                                                           | 「Startin' My Re:STAGE!!」                                                       | 『Re:ステージ！』関連曲                                         |
| 8月17日  | リメンバーズ！                                            | KiRaRe                                                                                           | 「リメンバーズ！」 「君に贈るAngel Yell」                                        | 『Re:ステージ！』関連曲                                         |
| 2017年   |                                                           |                                                                                                  |                                                                                  |                                                                 |
| 1月18日  | 憧れFuture Sign                                           | KiRaRe                                                                                           | 「憧れFuture Sign」 「夏の約束」                                                 | 『Re:ステージ！』関連曲                                         |
| 5月17日  | キラリズム                                                | KiRaRe                                                                                           | 「Do it!! PARTY!!」 「GROWING!!」 「キライキライCЯY」 「ク・ルリラビー」         | 『Re:ステージ！』関連曲                                         |
| 12月20日 | 宣誓センセーション                                        | KiRaRe                                                                                           | 「宣誓センセーション」 「WINTER JEWELS」                                         | 『Re:ステージ！』関連曲                                         |
| 2018年   |                                                           |                                                                                                  |                                                                                  |                                                                 |
| 3月7日   | 永遠にシンデレラメイト                                    | ツブ★ドル                                                                                        | 「永遠にシンデレラメイト」                                                       | OVA『ツブ★ドル』関連曲                                          |
| 6月20日  | Cuteen                                                    | 桜台ひなの（咲々木瞳）、藤野ちえ（小林可奈）、小倉ひかり（立花芽恵夢）、小田相ゆず（長縄まりあ） | 「Cuteen」                                                                       | OVA『ツブ★ドル』関連曲                                          |
| 8月22日  | 367Days                                                   | KiRaRe                                                                                           | 「367Days」 「冒険トラベラー」                                                   | 『Re:ステージ！』関連曲                                         |
| 2019年   |                                                           |                                                                                                  |                                                                                  |                                                                 |
| 3月27日  | ハッピータイフーン                                        | KiRaRe                                                                                           | 「ハッピータイフーン」 「ステレオライフ」                                        | 『Re:ステージ！』関連曲                                         |
| 7月24日  | Don't think,スマイル!!                                    | KiRaRe                                                                                           | 「Don't think,スマイル!!」                                                       | テレビアニメ『Re:ステージ！ ドリームデイズ♪』オープニングテーマ |
| 7月24日  | Don't think,スマイル!!                                    | KiRaRe                                                                                           | 「憧れFuture Sign (Piano Strings Arrange)」                                      | テレビアニメ『Re:ステージ！ ドリームデイズ♪』関連曲             |
| 8月21日  | ガジェットはプリンセス/せーので跳べって言ってんの！       | 柊かえ（立花芽恵夢）                                                                             | 「ガジェットはプリンセス」                                                       | テレビアニメ『Re:ステージ！ ドリームデイズ♪』関連曲             |
| 10月2日  | DRe:AMER                                                  | KiRaRe                                                                                           | 「キラメキFuture」 「OvertuRe:」                                                 | テレビアニメ『Re:ステージ！ ドリームデイズ♪』挿入歌             |
| 10月2日  | Re:ステージ！ ドリームデイズ♪ BD・DVD第1巻 きゃにめ特典CD | KiRaRe                                                                                           | 「宣誓センセーション -4sk Remix-」 「ハッピータイフーン -DJ WILDPARTY Remix-」   | テレビアニメ『Re:ステージ！ ドリームデイズ♪』関連曲             |
| 10月23日 | Re:ステージ！ ドリームデイズ♪ BD・DVD第2巻 きゃにめ特典CD | KiRaRe                                                                                           | 「Startin' My Re:STAGE!! -KO3 Remix-」 「Don't think,スマイル!! -PSYQUI Remix-」 | テレビアニメ『Re:ステージ！ ドリームデイズ♪』関連曲             |
| 2020年   |                                                           |                                                                                                  |                                                                                  |                                                                 |
| 4月29日  | 百華繚乱 弐                                               | 鶯丸友成（清水彩香）、鯰尾藤四郎（和多田美咲）、蛍丸国俊（立花芽恵夢）                           | 「Endless Summer 1899」                                                          | ゲーム『天華百剣 -斬-』関連曲                                   |
| 12月16日 | Chain of Dream                                            | KiRaRe                                                                                           | 「We Remember」                                                                  | 『Re:ステージ！』関連曲                                         |
| 2021年   |                                                           |                                                                                                  |                                                                                  |                                                                 |
| 3月17日  | Re:STAGE! THE BEST                                        | Re:STAGE! ALL IDOL                                                                               | 「私たち、四季を遊ぶんです!!」                                                   | 『Re:ステージ！』関連曲                                         |
| 2022年   |                                                           |                                                                                                  |                                                                                  |                                                                 |
| 8月5日   | Ideal/Idol                                                | KiRaRe                                                                                           | 「Ideal/Idol」                                                                   | 『Re:ステージ！』関連曲                                         |
| 2024年   |                                                           |                                                                                                  |                                                                                  |                                                                 |
| 4月1日   | Refrain                                                   | KiRaRe                                                                                           | 「Dramatic Echoes」                                                              | 『Re:ステージ！』関連曲                                         |

## イベント
- AnimeJapan2016 ぽにきゃんブースステージ 2日目 ※Re:ステージ！のメンバーとして出演

### ユニットメンバー
1. 1 2 3 4 5 6 7 8  式宮舞菜（牧野天音）、月坂紗由（鬼頭明里）、市杵島瑞葉（田澤茉純）、柊かえ（立花芽恵夢）、本城香澄（岩橋由佳）、長谷川みい（空見ゆき）
2. ↑  相模あすか（竹達彩奈）、紫陽たまお（東山奈央）、北里まひろ（内田真礼）、弥栄はな（洲崎綾）、上溝このみ（石上静香）、寸沢嵐ちさと（三上枝織）、新磯じゅんこ（山本希望）、小田相かりん（大空直美）、光ヶ丘ゆい（佐倉綾音）、鵜野森かえで（大坪由佳）、桜台ひなの（咲々木瞳）、作ノ口めぐみ（豊田萌絵）、田名みずき（優木かな）、藤野ちえ（小林可奈）、小倉ひかり（立花芽恵夢）、小田相ゆず（長縄まりあ）
3. ↑  式宮舞菜（牧野天音）、月坂紗由（鬼頭明里）、市杵島瑞葉（田澤茉純）、柊かえ（立花芽恵夢）、本城香澄（岩橋由佳）、長谷川みい（空見ゆき）、伊津村紫（小澤亜李）、伊津村陽花（嶺内ともみ）、式宮碧音（髙橋ミナミ）、一条瑠夏（諏訪彩花）、岬珊瑚（田中あいみ）、白鳥天葉（日岡なつみ）、帆風奏（阿部里果）、緋村那岐咲（長妻樹里）、坂東美久龍（山田奈都美）、西館ハク（佐藤実季）、南風野朱莉（高柳知葉）、城北玄刃（西田望見）